# Дресвище (Грязовецкий район)
Дресвище — деревня в Грязовецком районе Вологодской области на реке Вохтожка.
Входит в состав Вохтожского муниципального образования, с точки зрения административно-территориального деления — в Вохтогский сельсовет.
Расстояние по автодороге до районного центра Грязовца — 59,5 км, до центра муниципального образования Вохтоги — 2,5 км. Ближайшие населённые пункты — Глубокое, Тарасово, Каргино.
По переписи 2002 года население — 102 человека (48 мужчин, 54 женщины). Преобладающая национальность — русские (99 %).